# 12月11日
12月11日是公曆一年中的第345天（閏年第346天），離全年結束還有20天。

## 大事記

### 20世紀以前
- 220年：魏王曹丕要求漢獻帝禪讓帝位並建立曹魏，至此東漢正式滅亡而進入三國時期。
- 316年：匈奴前趙将领劉曜率军攻陷長安，俘虏晋愍帝，西晋灭亡。
- 927年：遼太宗耶律德光登基稱帝。
- 1789年：美國歷史悠久的公立大學北卡罗来纳大学教堂山分校在北卡羅萊納州教堂山宣告成立。
- 1862年：弗吉尼亚波多馬克河附近爆發了為期5日的弗雷德里克斯堡之役。
- 1886年：阿森納足球俱樂部的前身戴爾廣場隊在英國倫敦道格斯島進行第一場比賽。

### 20世紀
- 1927年：中國共產黨發動國民革命軍左派成員和工人組織在廣州市發起暴動，其後以失敗告終。
- 1929年：邓小平、张云逸等发动百色起义。
- 1931年：英国国会通过威斯敏斯特法案，确立加拿大、纽芬兰、澳大利亚、新西兰、南非和爱尔兰自由邦等自治领享有独立的立法权。
- 1936年：英國國王愛德華八世為了和辛普森夫人結婚宣布退位，愛德華八世二弟約克公爵阿爾伯特王子繼位稱喬治六世。
- 1941年：第二次世界大戰:德國和意大利對美國宣戰。美國亦在同日回宣兩國。
- 1941年：第二次世界大戰：德國、意大利和日本共同達成協議：三國其中一國不能和英國、美國等同盟國單獨簽訂和平條約。
- 1946年：联合国儿童基金会在美国纽约成立。
- 1949年：中华民国政府四川地方派系的刘文辉、邓锡侯、潘文华三人在彭县起义。中國國民黨中央黨部從廣州市遷往臺灣省臺北市。
- 1967年：南非開普敦進行世界第一例心臟移植手術。
- 1972年：阿波羅計劃最後一次任務阿波羅17號成功登陸月球表面，並執行艙外任務。
- 1973年：第三十一屆香港工展會開幕。
- 1981年：中国首次举办托福考试。
- 1993年：马来西亚雪兰莪州安邦的淡江发生土崩，造成淡江高峰塔倒塌，48人死亡，仅3人被救出，为发生在东南亚地区死亡人数最多的民用住宅自行倒塌事故。
- 1994年：俄罗斯总统叶利钦命令军队向已宣布独立的车臣发动进攻，第一次车臣战争爆发。
- 1994年：菲律賓航空434號班機爆炸事件。
- 1996年：香港特別行政區第一屆政府推選委員會推选董建華為香港特別行政區首任行政長官。
- 1997年：《联合国气候变化框架公约》缔约方第三次会议上通过了《京都议定书》。
- 1998年：泰國國際航空261號班機在素叻他尼墜毀，導致101人遇難。
- 2000年：法国華裔作家高行健獲得诺贝尔文学奖。

### 21世紀
- 2001年：中华人民共和国经过15年的谈判，正式加入世界贸易组织，这是关贸总协定／世贸历史上谈判时间最长的一次。
- 2002年：聯合國大會57/129号決議通國每年5月29日為聯合國維持和平人員國際日。
- 2006年：墨西哥總統費利佩·卡德隆下令軍隊及聯邦警察進駐米卻肯州，墨西哥毒品戰爭爆發。
- 2008年：美国证券经纪人伯纳德·马多夫以证券诈欺的罪名遭到逮捕，并且以让投资者损失500亿美元以上的纪录成为历史上最大规模的庞氏骗局案例。
- 2022年：將軍澳－藍田隧道及將軍澳跨灣連接路正式通車。

## 出生
- 1465年：足利義尚，日本室町幕府第9代征夷大將軍（1489年逝世）
- 1475年：教宗良十世，羅馬主教（1521年逝世）
- 1725年：喬治·梅森，美國政治人物（1792年逝世）
- 1750年：艾薩克·謝爾比，美國政治人物，第1、5任肯塔基州州長（1826年逝世）
- 1761年：吉安·多梅尼科·羅馬格諾西，義大利哲學家、經濟學家、法學家（1835年逝世）
- 1781年：大衛·布儒斯特，蘇格蘭數學家、物理學家、天文學家、發明家、作家（1868年逝世）
- 1792年：約瑟夫·莫爾，奧地利天主教神父、作家，《平安夜》作詞者（1848年逝世）
- 1803年：，法國浪漫派作曲家（1869年逝世）
- 1810年：阿爾弗雷德·德·繆塞，法國貴族、劇作家、詩人、小說作家（1857年逝世）
- 1830年：卡美哈梅哈五世，夏威夷國王（1872年逝世）
- 1840年：卡爾·約翰尼斯·托馬，德國數學家（1921年逝世）
- 1843年：，德國醫生、微生物學家，1905年諾貝爾生理學及医學獎得主（1910年逝世）
- 1856年：格奥爾基·瓦連京諾維奇·普列漢諾夫，俄國革命家、馬克思主義理論家（1918年逝世）
- 1863年：安妮·坎农，美國天文學家，恒星光譜先驅者之一（1941年逝世）
- 1864年：莫理斯·盧布朗，法國小說家，怪盜「亞森·羅蘋」的創作者（1941年逝世）
- 1882年：菲奥雷洛·亨利·拉瓜迪亞，義大利裔美國政治家，聯合國善後救濟總署總幹事（1947年逝世）
- 1882年：馬克斯·玻恩，德國理論物理學家、數學家，1954年諾貝爾物理學獎得主（1970年逝世）
- 1886年：維多·麥克勞倫，英國演員、拳擊手（1959年逝世）
- 1890年：卡洛斯·葛戴爾，阿根廷探戈之王（1939年逝世）
- 1895年：里歐·歐恩斯坦，美國實驗作曲家、鋼琴家（2002年逝世）
- 1898年 ：東海林太郎，日本歌手（1972年逝世）
- 1908年：艾略特·卡特，美國當代古典音樂作曲家（2012年逝世）
- 1911年：海因里希·萊曼-維倫布羅克，納粹德國海軍潛艦王牌艇長（1986年逝世）
- 1911年：納吉布·馬哈福茲，埃及小說家，1988年諾貝爾文學獎得主（2006年逝世）
- 1911年：錢學森，中國空氣動力學家，被譽為「中國太空之父」、「火箭之王」（2009年逝世）
- 1917年：张希庸，中国人民解放军空军将领（2008年逝世）
- 1918年：，俄羅斯作家，1970年諾貝爾文學獎得主（2008年逝世）
- 1922年：迪利普·庫馬，印度男演員（2021年逝世）
- 1924年：林亨泰，臺灣詩人、評論家（2023年逝世）
- 1925年：保羅·格林加德，美國生物醫學家，2000年諾貝爾生理學或醫學獎得主（2019年逝世）
- 1930年：尚-路易·特罕狄釀，法國男演員、編劇、導演（2022年逝世）
- 1931年：奧修，印度神秘學家（1990年逝世）
- 1931年：羅納德·德沃金，美國法理學家，當代新自然法學派代表人物（2013年逝世）
- 1931年：麗塔·莫瑞諾，波多黎各女演員、舞者、歌手
- 1933年：黃崑巖，台灣干擾素與感染免疫研究者，國立成功大學醫學院創院院長（2012年逝世）
- 1935年：普拉納布·慕克吉，印度政治人物，第13任印度總統（2020年逝世）
- 1936年：山崎拓，日本政治人物，日本眾議院議員
- 1938年：赫什馬提·穆哈傑拉尼，伊朗足球運動員、教練
- 1939年：湯姆·海登，美國社會運動家、政治人物（2016年逝世）
- 1941年：麦克斯·鲍克斯，美國政治人物，曾任蒙大拿州聯邦參議員
- 1943年：黃宏發，香港政界人物
- 1943年：約翰·福布斯·克里，美國政治人物，第68任美國國務卿
- 1948年：谷村新司，日本音樂家、歌手（2023年逝世）
- 1951年：凱瑟琳·阿爾特韋格，瑞士天體物理學家
- 1952年：秋本治，日本漫畫家
- 1953年：克勞斯·施密特，德國考古學家、史前學家（2014年逝世）
- 1954年：傑曼·傑克森，美國搖滾音樂歌手
- 1954年：普什帕·卡邁勒·達哈爾，尼泊爾政治人物，現任尼泊爾總理
- 1956年：原由子，日本女歌手，團體Southern All Stars成員
- 1958年：孔鏘，台灣樂隊老師
- 1958年：史蒂菲·鮑姆，美國天文學家
- 1960年：傅伯寧，台灣作家、翻譯家（2008年逝世）
- 1961年：麦基·萨勒，塞內加爾政治人物，第4任塞內加爾總統
- 1962年：亞歷山大·蒙塔古，英國貴族，第十三代曼徹斯特公爵
- 1963年：田村直美，日本女性創作歌手
- 1965年：黃承國，臺灣政治人物
- 1966年：黎明，香港演員、歌手
- 1966年：劉玉翠，香港演員
- 1966年：蓋瑞·杜爾登，美國演員
- 1968年：，意大利職業足球運動員
- 1969年：史迪·英格·邦尼拜，挪威足球主教練、足球員
- 1969年：維斯瓦納坦·阿南德，印度西洋棋特級大師
- 1972年：王思懿，台灣演員
- 1974年：雷·密斯特里歐，美國職業摔角手
- 1975年：石錦航，台灣樂團五月天吉他手
- 1975年：黑谷友香，日本女演員
- 1975年：弗朗西斯科·卢比奥，美國太空人
- 1976年：高鑫，中國演員
- 1978年：陳智弘，臺灣棒球選手
- 1979年：周國賢，香港歌手
- 1981年：，阿根廷足球員
- 1981年：妮琪·班茲，加拿大成人女星
- 1984年：柔莎·羅克摩，美國女演員
- 1984年：萊頓·拜恩斯，英格蘭足球運動員
- 1984年：歐嘉·斯卡貝耶娃，俄羅斯電視評論家
- 1985年：嘉陽愛子，日本女歌手
- 1985年：鈴木杏里，日本AV女優
- 1986年：末吉秀太，日本男歌手、舞者
- 1987年：艾力克斯·羅素，澳大利亞男演員
- 1990年：周藝軒，中國男子偶像團體UNIQ成員
- 1990年：孝琳，韓國女子偶像團體SISTAR成員
- 1991年：銀臨，中國女歌手
- 1991年：曹楊，中國男歌手
- 1991年：麥明詩，香港女演員
- 1992年：蒂芬妮·阿爾沃德，美國女歌手
- 1993年：文慧如，新加坡女歌手
- 1995年：石川祐希，日本男子排球運動員
- 1995年：高信源，韓國男子偶像團體PENTAGON成員
- 1996年：田中真美子，日本職業籃球運動員
- 1996年：孔熙容，韓國女子羽球運動員
- 1996年：海莉·史坦菲德，美國女演員
- 1997年：井上苑子，日本女性創作歌手、演員
- 1997年：詹姆斯·布里，英格蘭職業足球運動員
- 1998年：湯淺亞實，日本女子霹靂舞運動員

## 逝世
- 1198年：伊本·魯世德，安達盧斯哲學家、博學家（1126年出生）
- 1241年：窝阔台，成吉思汗第三子，第2代蒙古大汗，追尊元太宗（1186年出生）
- 1282年：米海爾八世，拜占庭帝國皇帝（1282年出生）
- 1840年：光格天皇，日本第119代天皇（1771年出生）
- 1872年：卡美哈梅哈五世，夏威夷國王（1830年出生）
- 1873年：約翰·霍華德·辛頓，英國作家、浸信會牧師（1791年出生）
- 1909年：紅雲，美國印地安酋長（1822年出生）
- 1909年：路德維希·蒙德，英國化學家、工業家（1839年出生）
- 1947年：李鼎铭，开明绅士，陕甘宁边区政府副主席（1881年出生）
- 1964年：阿爾瑪·馬勒，奧地利作曲家、作家、編輯、社會名流（1879年出生）
- 1964年：山姆·庫克，美國男歌手（1931年出生）
- 1967年：亨利·布萊恩特·比奇洛，美國海洋學家、海洋生物學家（1879年出生）
- 1968年：蕭光琰，中國石油化學家（1920年出生）
- 1971年：莫里斯·麥當勞，美國企業家，世界首家及最大連鎖速食企業麥當勞創辦人之一（1902年出生）
- 1980年：普鲁士维多利亚·路易丝公主，不倫瑞克女公爵（1892年出生）
- 1995年：杨沫，中國女作家（1914年出生）
- 1997年：白景瑞，台灣電影導演（1931年出生）
- 1999年：平凡，原名平永壽，香港演员（1920年出生）
- 2002年：袁世海，中國京剧表演艺术家（1916年出生）
- 2006年：伊莉莎白·博登，美國超級人瑞（1890年出生）
- 2006年：羅德丞，前香港行政立法兩局議員（1935年出生）
- 2008年：葉石濤，臺灣作家（1925年出生）
- 2014年：鄭兒玉，臺灣長老教會牧師，《台灣翠青》歌詞作者（1922年出生）
- 2020年：金基德，韓國電影導演及編劇（1960年出生）
- 2021年：安妮·莱斯，美國女性作家（1941年出生）
- 2022年：林秋離，臺灣作詞家、唱片製作人（1960年出生）
- 2023年：安德魯·布瑞格，美國男演員（1962年出生）
- 2023年：周海媚，香港女演員及主持（1966年出生）
- 2024年：大衛·邦德曼，美國億萬富翁，TPG資本、新橋資本創始人（1942年出生）

## 节假日和习俗
- 國際山岳日
- 布吉納法索：共和國日
- 巴西：工程師節